# Nicolaas Pieck
Nicolaas ('Claes') Pieck of Pichius (Gorcum, 29 augustus 1534 – Brielle, 9 juli 1572) was een franciscaner priester, theoloog en martelaar van de Rooms-Katholieke Kerk.

## Biografie

### Levensverhaal
Nicolaas kwam uit een welgestelde katholieke familie. Zijn vader was Johan Aerts Pieck en zijn moeder Hendrikje Calff. Hij studeerde bij de Broeders van het Gemene Leven in 's-Hertogenbosch en sloot zich aan bij de franciscanen. Nicolaas studeerde theologie in Leuven en werd in 1558 priester gewijd. Hij verbleef in de kloosters van Leuven, Brussel en Antwerpen werd in 1568 benoemd tot gardiaan van het minderbroederklooster van Gorinchem, waar hij aangesteld werd om de kloostertucht te herstellen.
De Watergeuzen onder leiding van Willem II van der Marck Lumey namen op 1 april 1572 Den Briel in. Een Spaans garnizoen en een grote groep Hollandse katholieken (waaronder Nicolaas) verschanste zich in de Blauwe Toren. De commandant was echter genoodzaakt op 27 juni te capituleren. De burgers kregen een vrije aftocht maar de geestelijken bleven gevangen. Tien dagen werden zij gefolterd en vernederd. De mislukte ontsnappingspoging van de pastoor van Gorcum Leonardus van Veghel en een vormfout in een brief van Willem van Oranje aan Willem II van der Marck Lumey bezegelden het lot van de geestelijken, die naar het verwoeste Sint-Elisabethklooster te Rugge werden gebracht.
Nicolaas werd op 9 juli 1572 als eerste van de negentien rooms-katholieke priesters in de turfschuur van het klooster opgehangen. De lichamen werden verminkt en later in een massagraf begraven.

### Nasleep
Kort na de brute moord werden de geestelijken in katholieken kringen vereerd als martelaren. Nicolaas werd bijvoorbeeld in de familiekring van zijn zwager Hessel van Est vereerd. De familie begon in ballingschap bewijsstukken te verzamelen, hoorden ooggetuigen uit en bezochten de plaatsen. Jan Thibaut Dircksz, die als Gorcumer de meeste martelaren persoonlijk had gekend, werd opgedragen om portretten van de geestelijken te schilderen. De Martelaren van Gorcum maakten deel uit van de Contrareformatie propaganda tegen de Republiek der Zeven Verenigde Nederlanden.

### Heiligverklaring
Nicolaas werd op 24 november 1675 door Paus Clemens X zalig verklaard en op 29 juni 1867 door Paus Pius IX heilig verklaard. Hij wordt afgebeeld in bruine habijt met een wit koord om het middel. Aan zijn voeten bevinden een tiara en sleutel die verwijzen naar zijn gehoorzaamheid aan het pauselijk gezag waarvoor hij zijn leven gaf. In de hand houdt hij een boek en soms heeft hij een strop om de hals. Als een van de Martelaren van Gorcum wordt hij op 9 juli herdacht.

## Galerij

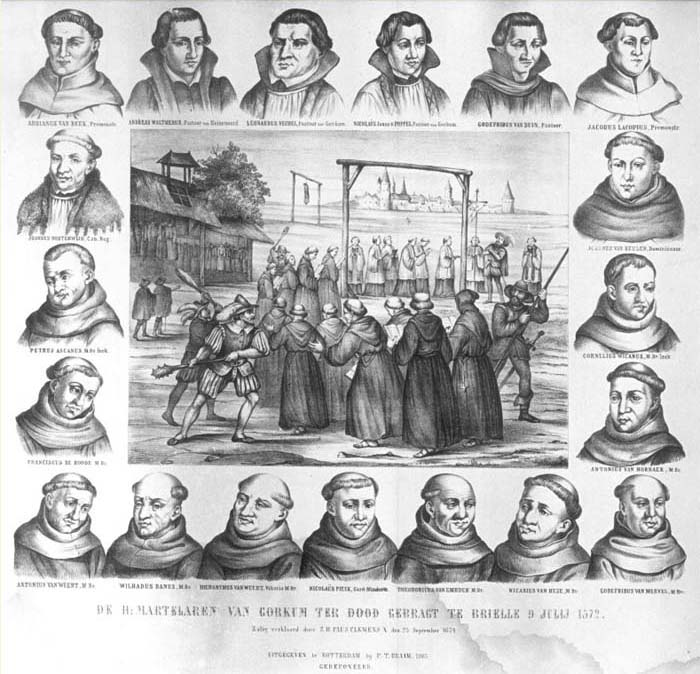
Prent uit de 19e eeuw
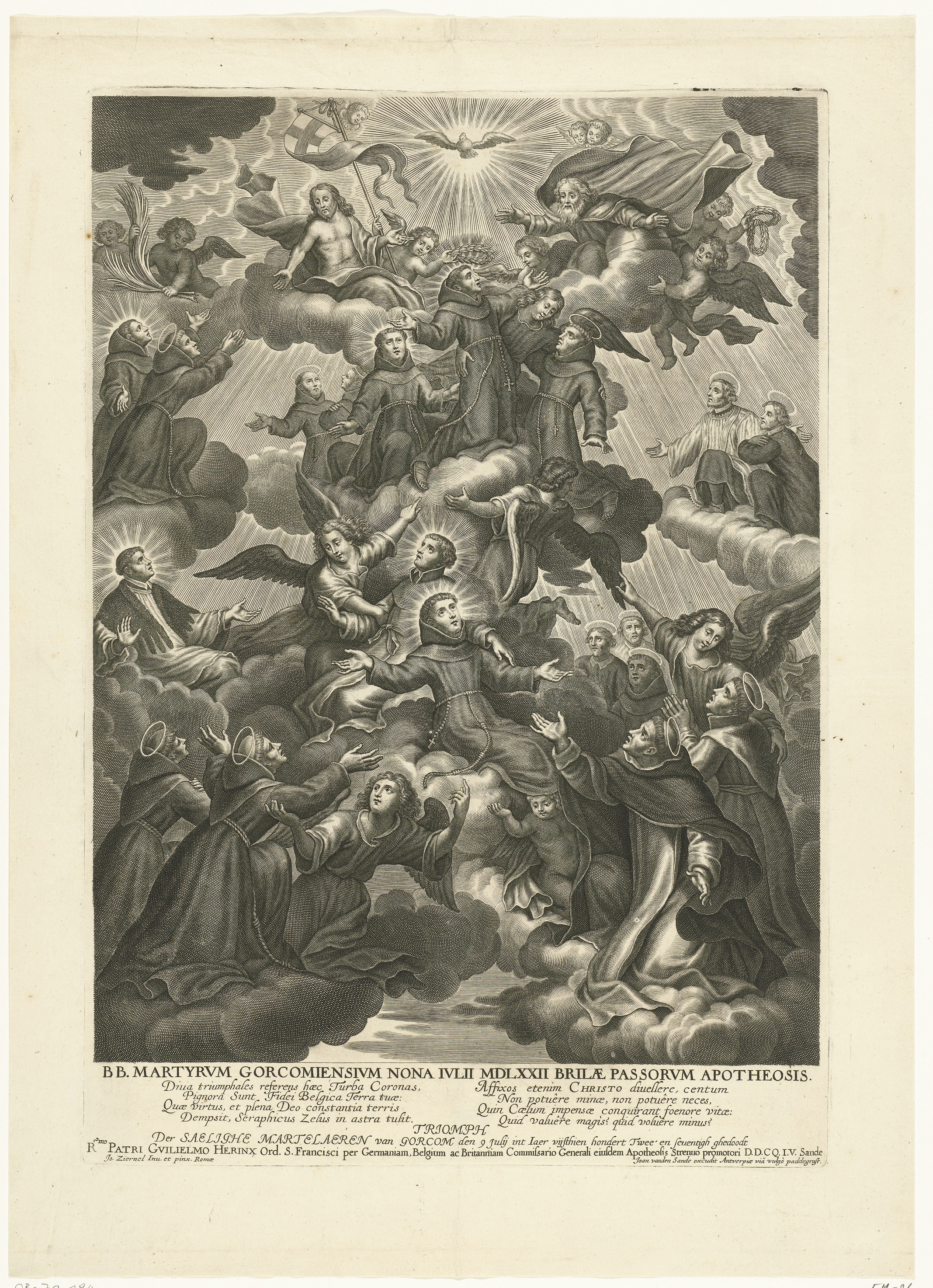
"Apotheose van de martelaren van Gorkum" (1572). Joannes van den Sande
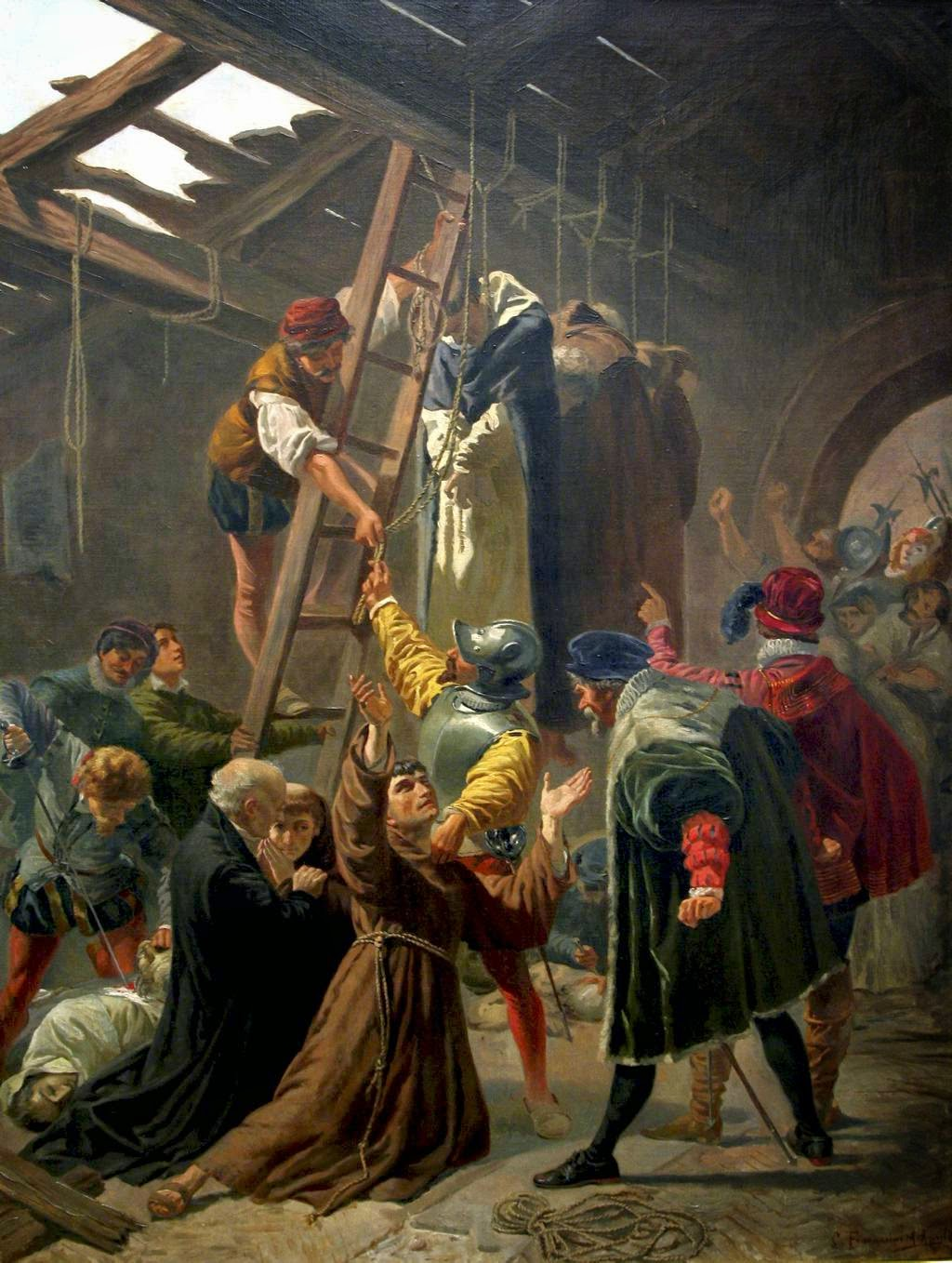
"Ophanging van de martelaren in Den Briel" (1867). Cesare Fracassini
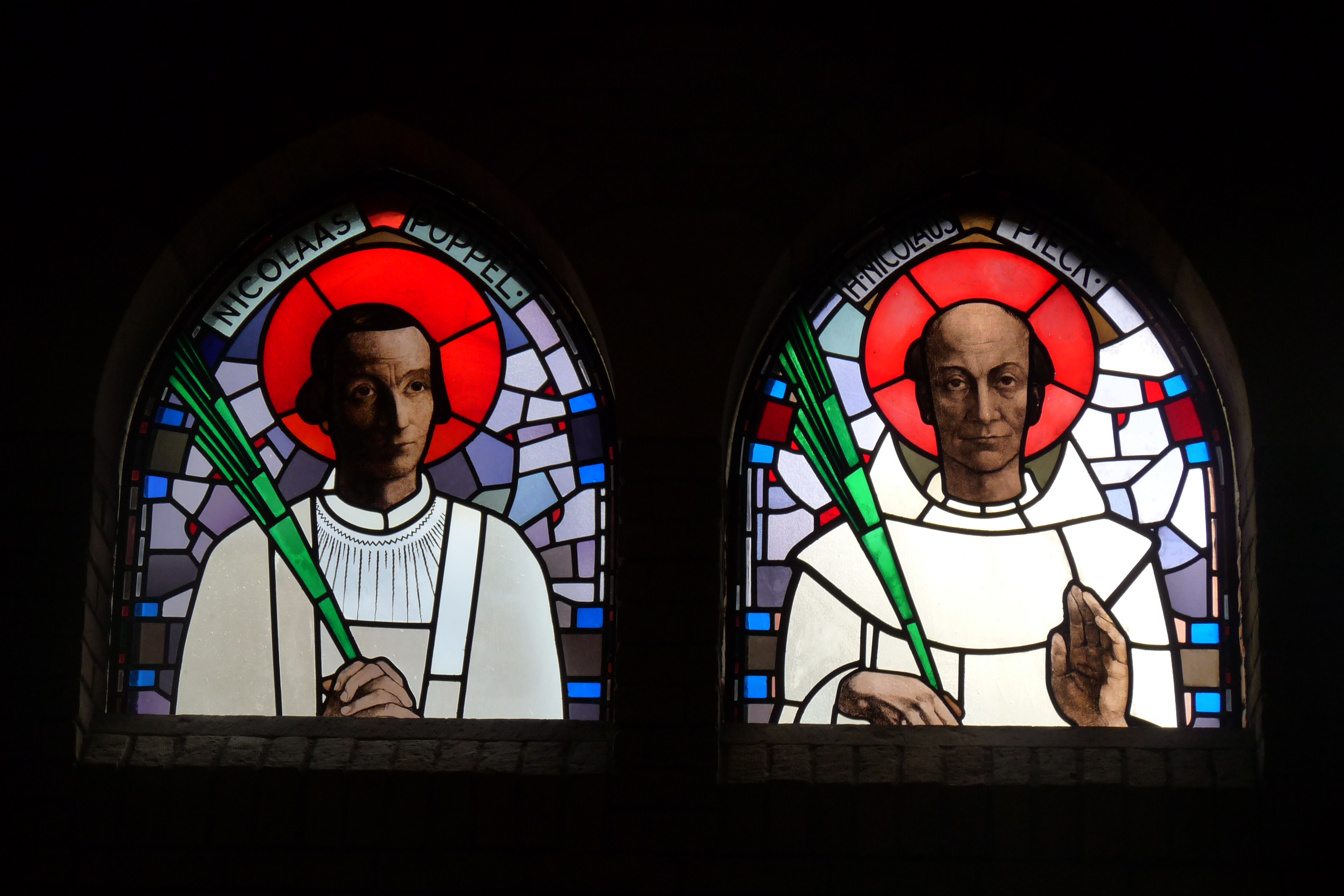
Nicolaas Poppel (links) naast Nicolaas Pieck (Hofkerk)
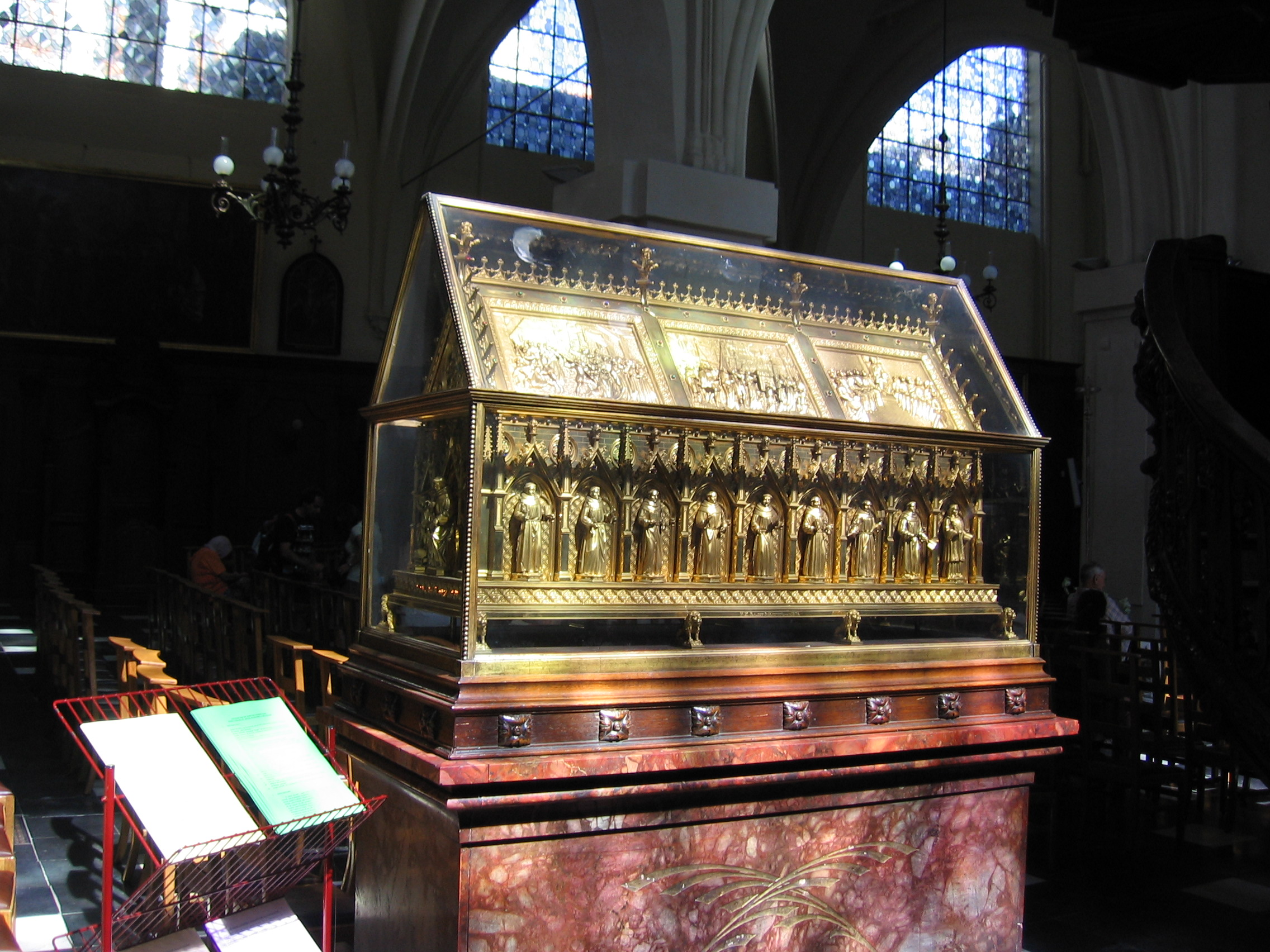
Relieken van de heilige martelaren van Gorkum in de Sint-Niklaaskerk